# Austin Osman Spare

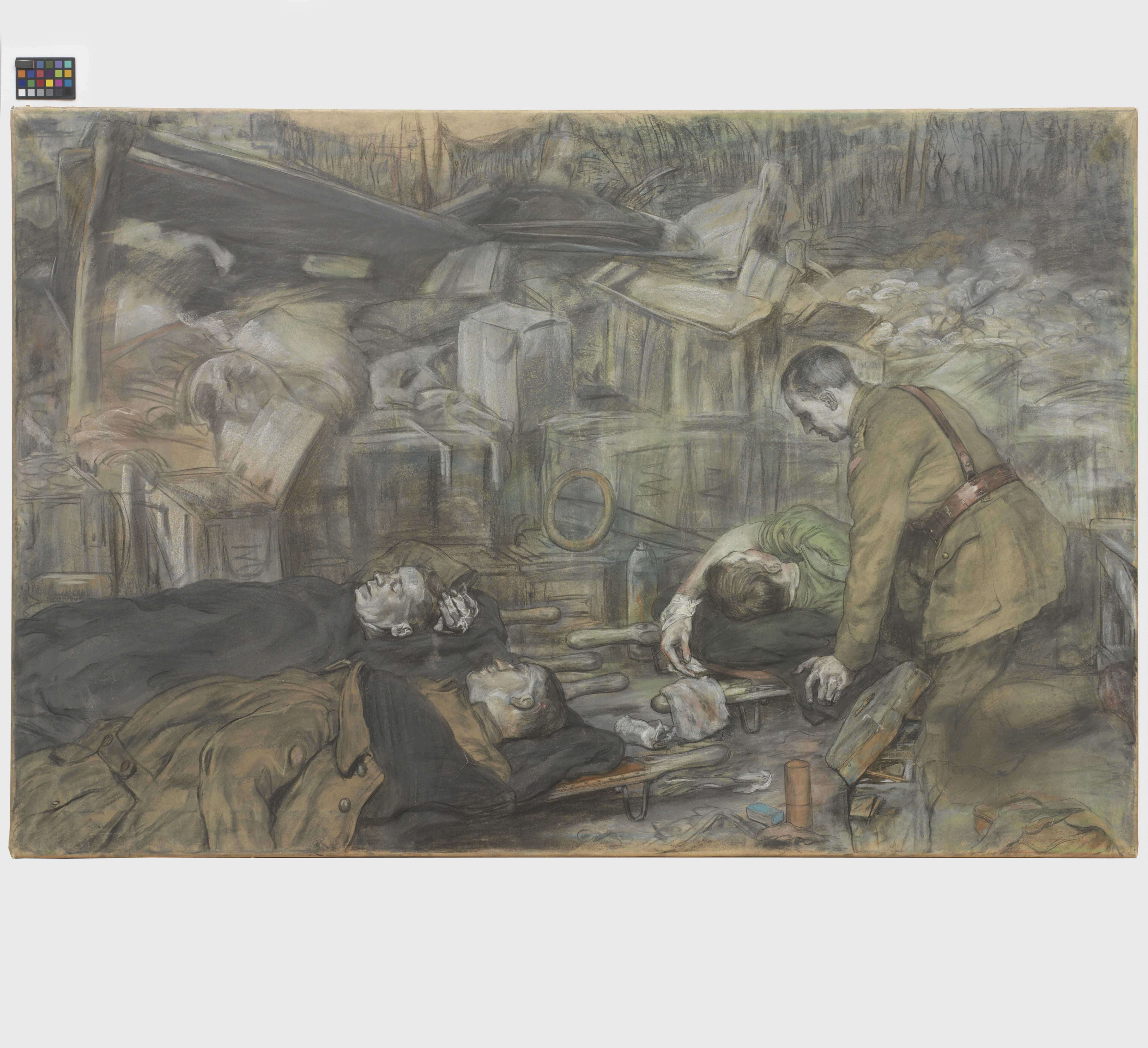
Austin Osman Spare, "Improwizowana garderoba wojskowa"

Austin Osman Spare (ur. 30 grudnia 1886, zm. 15 maja 1956) – brytyjski artysta, teoretyk magii, okultysta i malarz. Propagator sigilizacji, która stała się jedną z kluczowych praktyk magii chaosu. Był najmłodszym artystą, jakiego obrazy kiedykolwiek wystawione były na Royal Academy.

## Życiorys
Spare był synem londyńskiego policjanta. Jako dziecko okazywał zainteresowanie sztuką i nawet przez pewien czas uczęszczał do szkoły plastycznej. W wieku 13 lat porzucił naukę i zaczął pracować. W ciągu następnych lat wzrastała jego fascynacja naukami okultystycznymi, wywierając ogromny wpływ na sztukę jaką tworzył. W maju roku 1904 jeden z jego rysunków pokazany został na wystawie w Akademii Królewskiej w Londynie, przyciągając uwagę publiczności.
W październiku roku 1907 Spare wystawił swoje rysunki w galerii Bruton w Londynie. Krytycy uważali, iż jego prace były inspirowane dziełami Aubreya Beardsleya. Były pełne groteskowych, ukazanych w erotyczny sposób figur ludzkich oraz symboli magicznych. Spare odrzucał te zarzuty, uważając iż obaj czerpali po prostu z tych samych źródeł inspiracji. Elementy te przypadły do gustu awangardzie intelektualistów londyńskich i zwróciły uwagę Aleistera Crowleya. W ten sposób Spare został nowicjuszem w zakonie Argenteum Astrum w lipcu roku 1909. Wykonał cztery nieduże rysunki do publikacji Crowleya "The Equinox". Aleister opisał go później słowami "Czarny Brat", co oznaczało iż nie pochwalał celów, jakie stawiała sobie filozofia życiowa Spare'a.
W roku 1917, podczas I wojny światowej, Spare został zwerbowany do brytyjskiej armii i służył w oddziałach medycznych. Nie doczekał się jednak aktywnej służby, a w 1919 mianowano go oficjalnym artystą wojennym.
Choć uważano go za artystę o dużym talencie i dobrze rokującym na przyszłość, nie zależało mu na wejściu na scenę londyńskich artystów. Żył raczej skromnie, utrzymując się dzięki swym obrazom, zwłaszcza portretom, które sprzedawał za drobne sumy przyjaciołom i sąsiadom.
W maju 1956 roku wyrostek robaczkowy Spare'a pękł i został przyjęty do South Western Hospital w londyńskiej dzielnicy Stockwell, gdzie lekarze stwierdzili, że cierpiał również na anemię, zapalenie oskrzeli, kamienie żółciowe i nadciśnienie. Zmarł w szpitalu po południu 15 maja 1956 roku w wieku 69 lat. Został pochowany obok ojca.
Jego publikacje artystyczne i magiczne zawierają Earth Inferno, The Book of Pleasure, The Focus of Life, Anathema of Zos manuskrypty 'Logomachy of Zos' i 'Zoetic Grimoire of Zos', które pozostały nieukończone po jego śmierci. 'Zoetic Grimoire' zostało opublikowane przez Fulgur Press w dziele "Zos Speaks" w roku 1998.

## Odniesienia w kulturze
Do Sparego nawiązuje zespół Behemoth, między innymi albumem Zos Kia Cultus (Here and Beyond).

## Publikacje książkowe dostępne w języku polskim
- Księga rozkoszy – wyd. Okultura, Warszawa 2005
- Piekło na ziemi – wyd. Lashtal Press, Gdynia – Londyn 2005
- Księga Satyrów – wyd. Lashtal Press, Gdynia – Londyn 2006